# Ferrari 166 Inter Corsa
La 166 Inter Corsa è una autovettura da competizione prodotta dalla Ferrari nel 1948 in otto esemplari.

## Il contesto e le competizioni
Il modello fu progettato da Aurelio Lampredi con l'ausilio di Gioachino Colombo, che ne curò la direzione generale. Fu costruito per partecipare a corse che si disputavano su circuiti stradali e per competere in Formula 2. Quando il modello prendeva parte alle gare stradali, venivano installati dei parafanghi di derivazione motociclistica ed erano montati i fanali. Nel 1948 la Ferrari incrementò notevolmente la sua presenza alle competizioni nazionali ed internazionali; infatti, rispetto al 1947 (anno di fondazione della Ferrari), la Casa automobilistica del “cavallino rampante” raddoppiò il numero di gare a cui prese parte (28). Nel 1949, Roberto Vallone vinse il campionato italiano sport prototipo su questo modello. Oggi, tutti gli otto esemplari costruiti sono giunti sino a noi, ma solamente quattro hanno conservato la configurazione originale. Questi ultimi posseggono ancora i parafanghi autentici installati per le gare su strada.

## Caratteristiche tecniche
Il motore era un V12 a 60° anteriore e longitudinale. L'alesaggio e la corsa erano rispettivamente 60 mm e 58,8 mm, che portavano la cilindrata totale a 1995,02 cm³. Il rapporto di compressione era 11:1. La potenza massima erogata dal propulsore era di 130 CV a 6500 giri al minuto.
La distribuzione era formata da un singolo albero a camme in testa che comandava due valvole per cilindro. L'alimentazione era assicurata da tre carburatori di marca Weber e modello 32 DCF. L'accensione era singola, ed il relativo impianto comprendeva due magneti. La lubrificazione era a carter umido, mentre la frizione era monodisco.
Le sospensioni anteriori erano indipendenti ed erano costituite da dei quadrilateri trasversali oltre che da una balestra montata nella stessa maniera; le sospensioni posteriori erano formate invece da un ponte rigido, balestre semiellittiche longitudinali e da una barra stabilizzatrice. Entrambe avevano installato ammortizzatori idraulici. I freni erano a tamburo, mentre la trasmissione era formata da un cambio a cinque rapporti più la retromarcia. Lo sterzo era a vite senza fine e settore dentato.
Il telaio era tubolare in acciaio, mentre la carrozzeria era spider a due posti.
La velocità massima raggiunta dalla “166 Inter Corsa” era di 215 km/h.